# Forces Françaises à Berlin

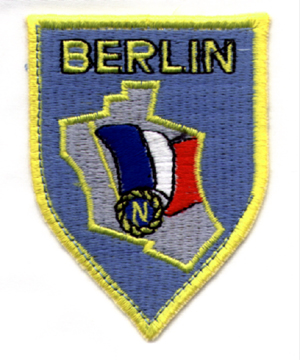
Schulterabzeichen der Forces Françaises à Berlin mit den Umrissen der Bezirke Reinickendorf und Wedding

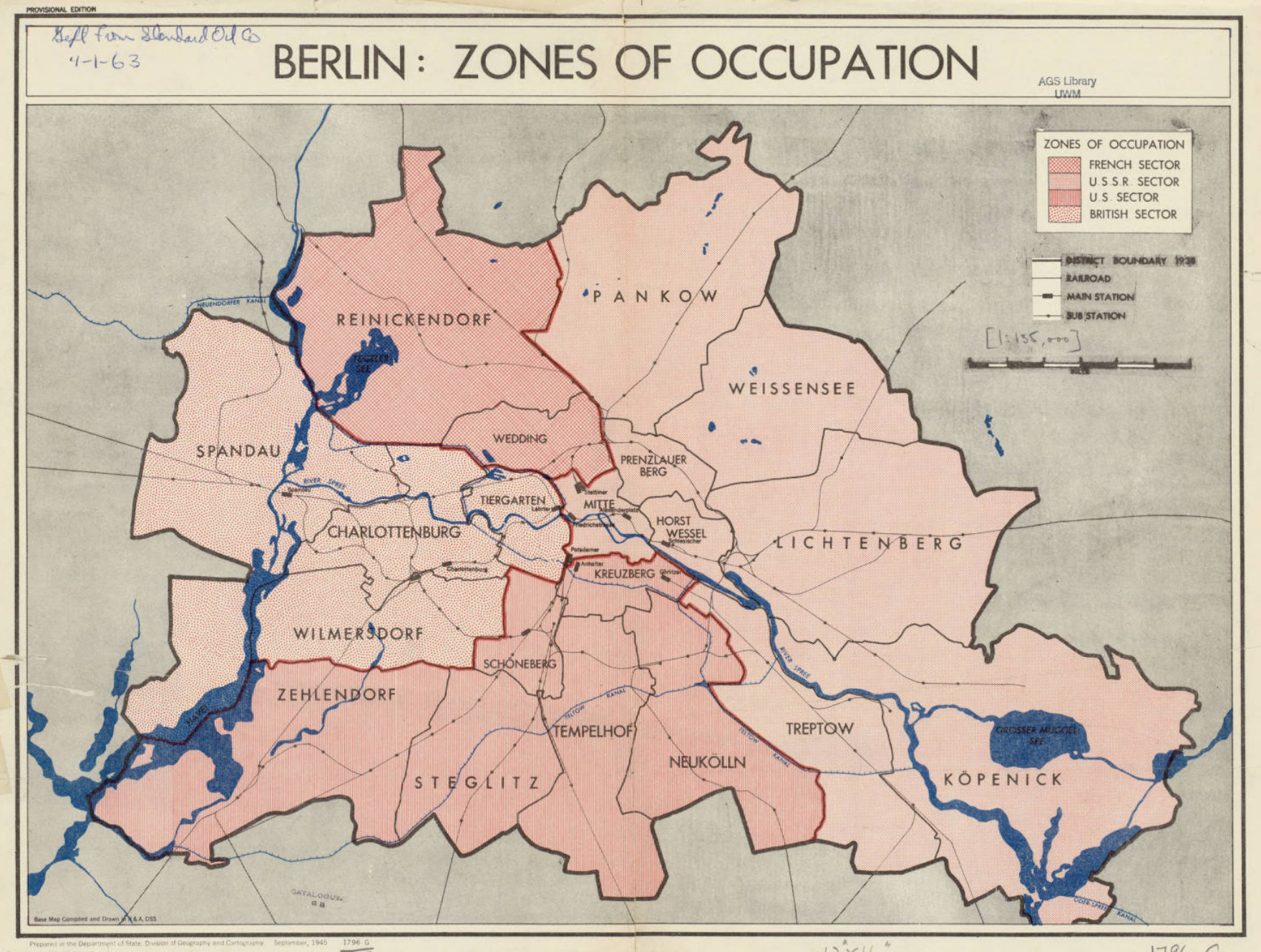
Die vier Sektoren 1945

Als Forces Françaises à Berlin oder auch Forces Françaises de Berlin (deutsch: Französische Streitkräfte in Berlin) wurden die Einheiten der französischen Streitkräfte bezeichnet, die nach den Vereinbarungen von Jalta und der Potsdamer Konferenz in Berlin stationiert waren.

## Geschichte
Entsprechend den Vereinbarungen der Alliierten wurde Groß-Berlin nach der bedingungslosen Kapitulation der Wehrmacht 1945 in vier Sektoren aufgeteilt. Nur den Siegermächten Frankreich, Sowjetunion, Vereinigtes Königreich und Vereinigte Staaten war es erlaubt, Besatzungstruppen in der Stadt zu stationieren. Dabei wurde Frankreich erst spät an den Planungen für die Teilung Deutschlands und Berlins beteiligt. Das erst im September 1944 von der deutschen Besatzungsmacht befreite Frankreich wurde nicht zu den Verhandlungen der Siegermächte Sowjetunion, England und den USA über die Teilung Deutschlands und seiner Hauptstadt in Jalta im Februar 1945 und Potsdam im Juli und August 1945 eingeladen. Gleichwohl schloss die „Regierung des Freien Frankreichs“ unter Général de Gaulle am 10. Dezember 1944 in Moskau ein Abkommen mit der Sowjetunion über ein Mitspracherecht Frankreichs. Darüber hinaus wurde auf britischen und amerikanischen Wunsch auf der Konferenz von Jalta Frankreich eine eigene Besatzungszone in Deutschland zugestanden. Josef Stalin stellte jedoch die Bedingung, dass die sowjetische Besatzungszone davon unberührt bliebe. Auch an der Verwaltung Berlins sollte Frankreich beteiligt werden. So musste Großbritannien die zunächst für ihren Sektor Berlins zugedachten Bezirke Wedding und Reinickendorf im Norden Berlins an Frankreich abtreten.
Ebenso wie die Vereinigten Staaten und das Vereinigte Königreich hatte auch Frankreich in seinem Sektor Militäreinheiten stationiert. Gemeinsam mit Einheiten der USA und Großbritanniens rückte eine Vorhut der französischen Armee am 4. Juli 1945 in Berlin ein. Größere französische Truppeneinheiten folgten am 12. August 1945. Die Einheiten der USA wurden als Berlin Brigade bezeichnet und die des Vereinigten Königreiches hießen Berlin Infantry Brigade.
Im Kalten Krieg sollten die Einheiten der westlichen Alliierten West-Berlin gegen sowjetische und ostdeutsche Truppen schützen. Im Nachkriegsdeutschland durften aufgrund des Potsdamer Abkommens keine Einheiten der Bundeswehr in Berlin stationiert werden. Die französische Armee stationierte ihre ersten Einheiten im Juli 1945 in Berlin und bezog zunächst die ehemalige Luftwaffenkaserne des Flakregiments 32 in der Ruppiner Chaussee 268 in Berlin-Heiligensee als Centre Jeanne d’Arc. 1947 zogen die Truppenteile in das Hauptquartier, dem Quartier Napoléon in Wedding um.
Nach dem Ende des Kalten Krieges zogen die Truppenkontingente der drei Westalliierten gemäß den Bestimmungen des Zwei-plus-Vier-Vertrages bis Juli 1994 aus Berlin ab.

## Einheiten
Kampfeinheiten

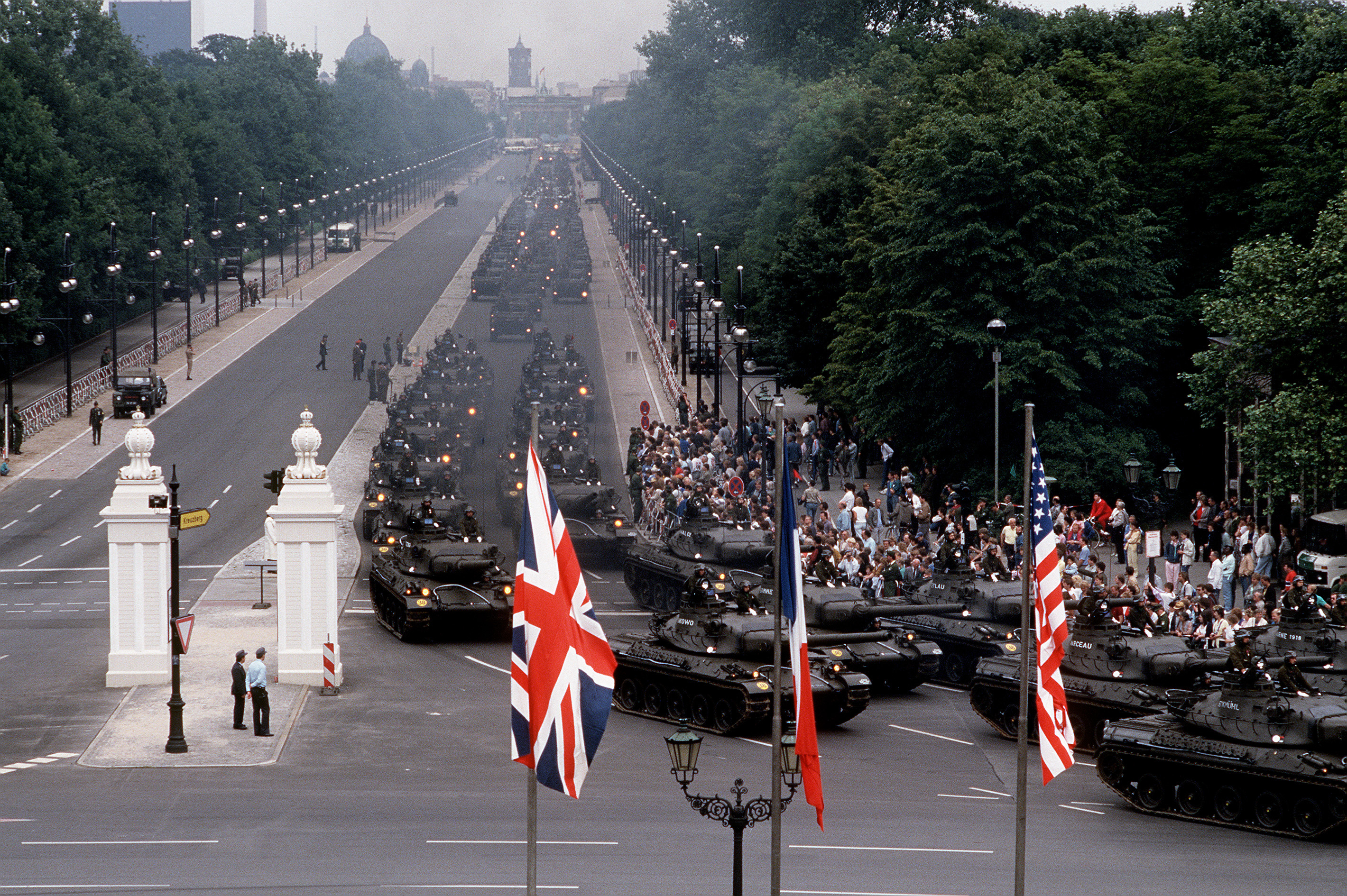
Parade der Alliierten 1988 an der Straße des 17. Juni mit französischen Kampfpanzern AMX-30

- 11ème Régiment de Chasseurs (40x AMX-30B, 2x AMX-30D)
- 46ème Régiment d’Infanterie
- 110ème Compagnie du Génie
- Centre Entraînement de Commando (CEC No 10)

Unterstützungseinheiten
- 11ème Compagnie de Transmission
- Gendarmerie Berlin
- Hôpital Louis Pasteur
- Base Aérienne 165 (1x Max Holste MH1521 Broussard – 1988, 1x DHC-6-300 Twin Otter 1988–1994) 16va.be
- Groupement de Soutien
- Quartier Général
- Direction des Transports et de la Circulation de Berlin (TMFB – Train Militaire Français de Berlin)
- État-Major
- Détachement de l’Aviation Légère de l’Armee de Terre (DETALAT) (2x Cessna O-1 Bird Dog 1968–1993, 2x Sud-Ouest Alouette III 1987–1994)[8]
- Direction Détachement du Matériel (DDM)

Untergeordnete Einheit
- Mission Militaire Française de Liaison (MMFL) in Potsdam

## Train Militaire Français de Berlin (TMFB)

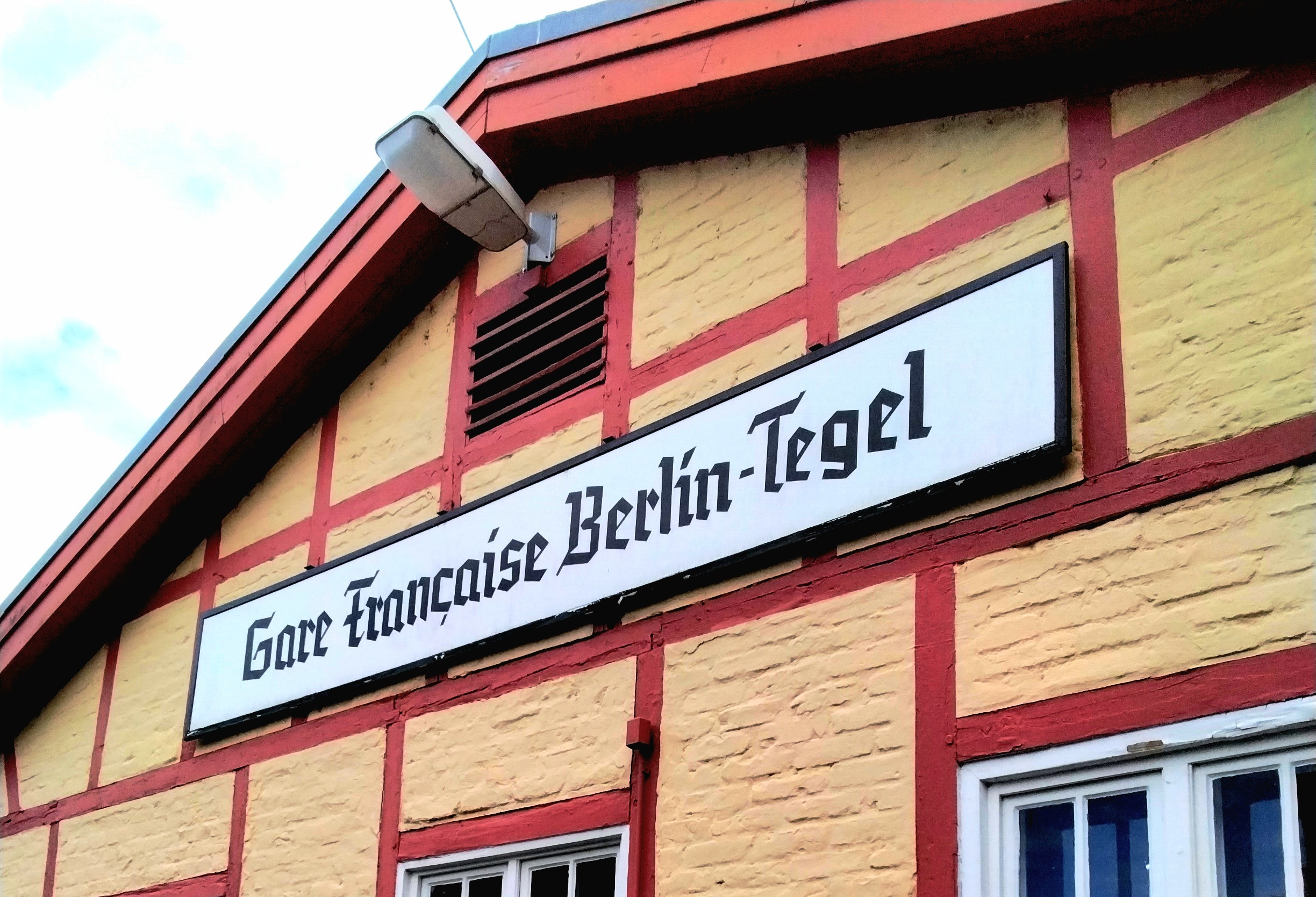
Ehemaliger Französischer Militärbahnhof in Berlin-Tegel

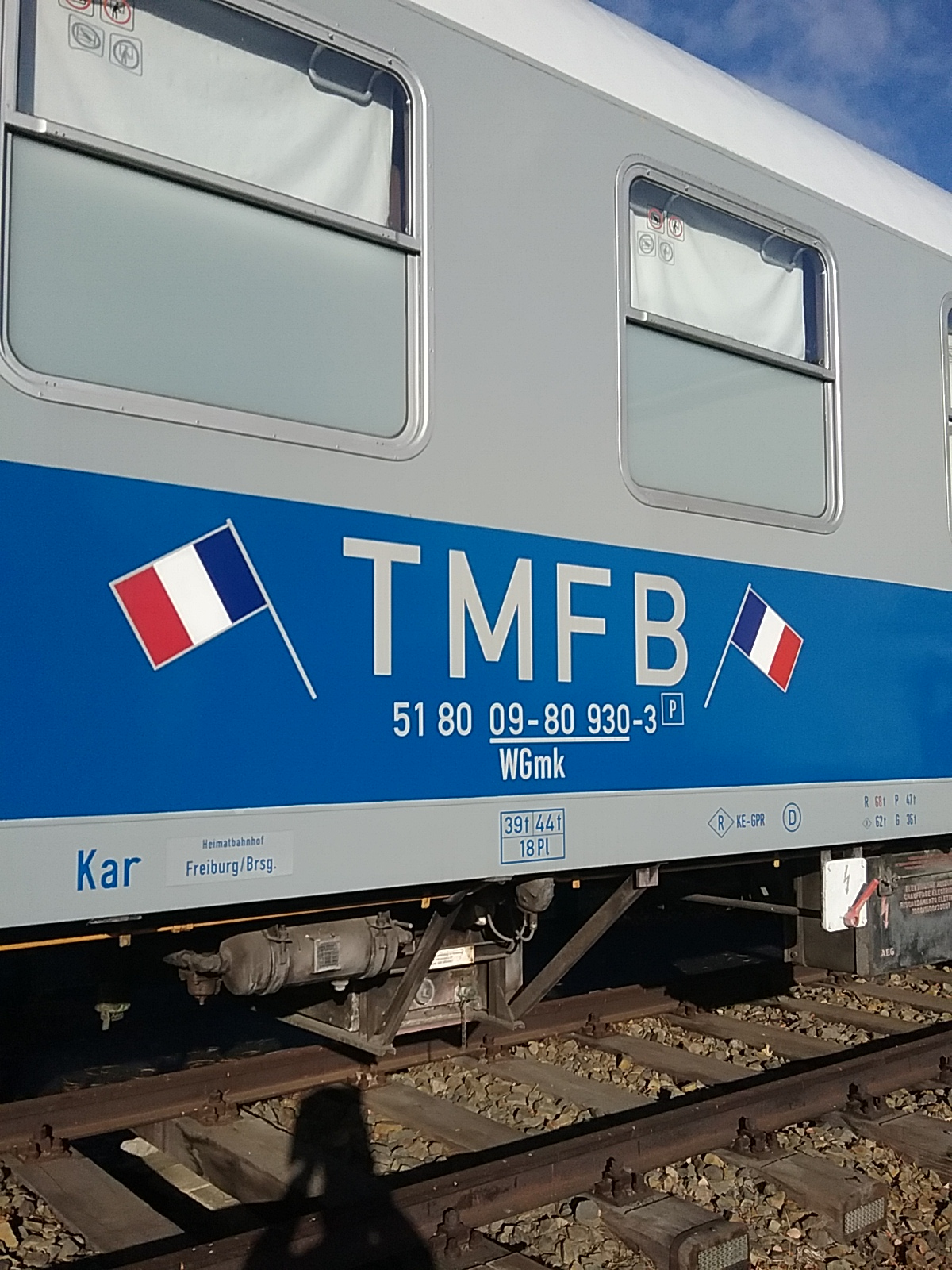
Waggon des Französischen Militärzuges im Alliierten-Museum, Berlin

Für den Transport der Militärangehörigen und deren Familien richteten die Forces françaises eine regelmäßige Zugverbindung ein, die dreimal wöchentlich von Straßburg im Elsass nach Berlin (West) verkehrte. Anfangs wurde hierfür der von der US-Besatzungsmacht betriebene Bahnhof Berlin-Wannsee genutzt, am 6. Dezember 1947 wurde ein eigener Militärbahnhof am Bahnhof Berlin-Tegel im Bezirk Reinickendorf in Betrieb genommen. Die Streckenführung erfolgte – wie auch die der amerikanischen und britischen Militärzüge – durch die sowjetische Besatzungszone – der späteren DDR – über Potsdam und Helmstedt. Nur zweimal war der Bahnbetrieb unterbrochen: Während der Berlin-Blockade von Juni 1948 bis Mai 1949 sowie während des Reichsbahnerstreiks im September 1980, da die Züge von Berlin (West) bis Helmstedt von Loks der Deutschen Reichsbahn gezogen wurden. Jährlich wurden mit dem TMFB 70.000 Reisende befördert, zu denen auch in den späteren Jahren französische Austauschschüler gehörten. Der Zug verkehrte bis zum September 1994.

## Base Aérienne 165 Berlin-Tegel
Da bei der Besetzung Berlins 1945 im geplanten französischen Sektor kein Flugplatz existierte, stellte die sowjetische Militärregierung in einem Abkommen vom 11. November 1945 dafür das Stolper Feld bei Hohen Neuendorf und das Gut Stolpe zur Verfügung. Zu einem Flughafenbau kam es jedoch nicht. Erst als durch die Berlin-Blockade 1948 die Frage der Versorgung von und der ungehinderte Zugang nach Berlin (West) dringend wurden, entschloss man sich an einem anderen Ort – auf dem Gelände eines ehemaligen Schießplatzes in Berlin-Tegel – zu einem Flughafenbau unter französischer Militärverwaltung.
Am 5. November 1946 wurde aus der französischen Luftwaffenbasis BA (Base aérienne) 136 in Lahr/Schwarzwald die Abteilung DA (Détachement aérienne) 136 nach Berlin-Tempelhof im amerikanischen Sektor Berlins ausgegliedert. Somit war auch die französische Besatzungsmacht an der gemeinsamen Luftraumüberwachung Berlins durch die Siegermächte beteiligt. Am 25. April 1948 unterzeichneten die USA und Frankreich ein Abkommen dahingehend, dass Tegel unter französischem Kommando für die Dauer der Berlin-Blockade steht, die Amerikaner hingegen für Errichtung und Betrieb des Flugverkehrs verantwortlich sind. Weiterhin wurde vereinbart, dass 90 Tage nach Ende der Blockade alle Betriebsrechte an die Franzosen übergehen.
Nachdem für den Bau des Flugplatzes ein auf dem Gelände befindlicher Sendemast des unter sowjetischer Kontrolle stehenden Berliner Rundfunks am 16. Dezember 1948 gesprengt wurde, protestierte der sowjetische Stadtkommandant, forderte das Stolper Gebiet für ihre Besatzungszone zurück und besetzte es bereits vor dem vereinbarten Übergabedatum des 3. Januar 1949.
Der Bau des Flughafens begann während der Berlin-Blockade am 5. August 1948. Am Bau waren bis zu 19.000 deutsche Zivilisten beteiligt, 40 % davon waren Frauen. Zahlreiche Baumaterialien, darunter 10.000 Fässer Asphalt wurden durch die Luftbrücke eingeflogen. Die erste Landebahn konnte bereits am 5. November 1948 in Betrieb genommen werden.

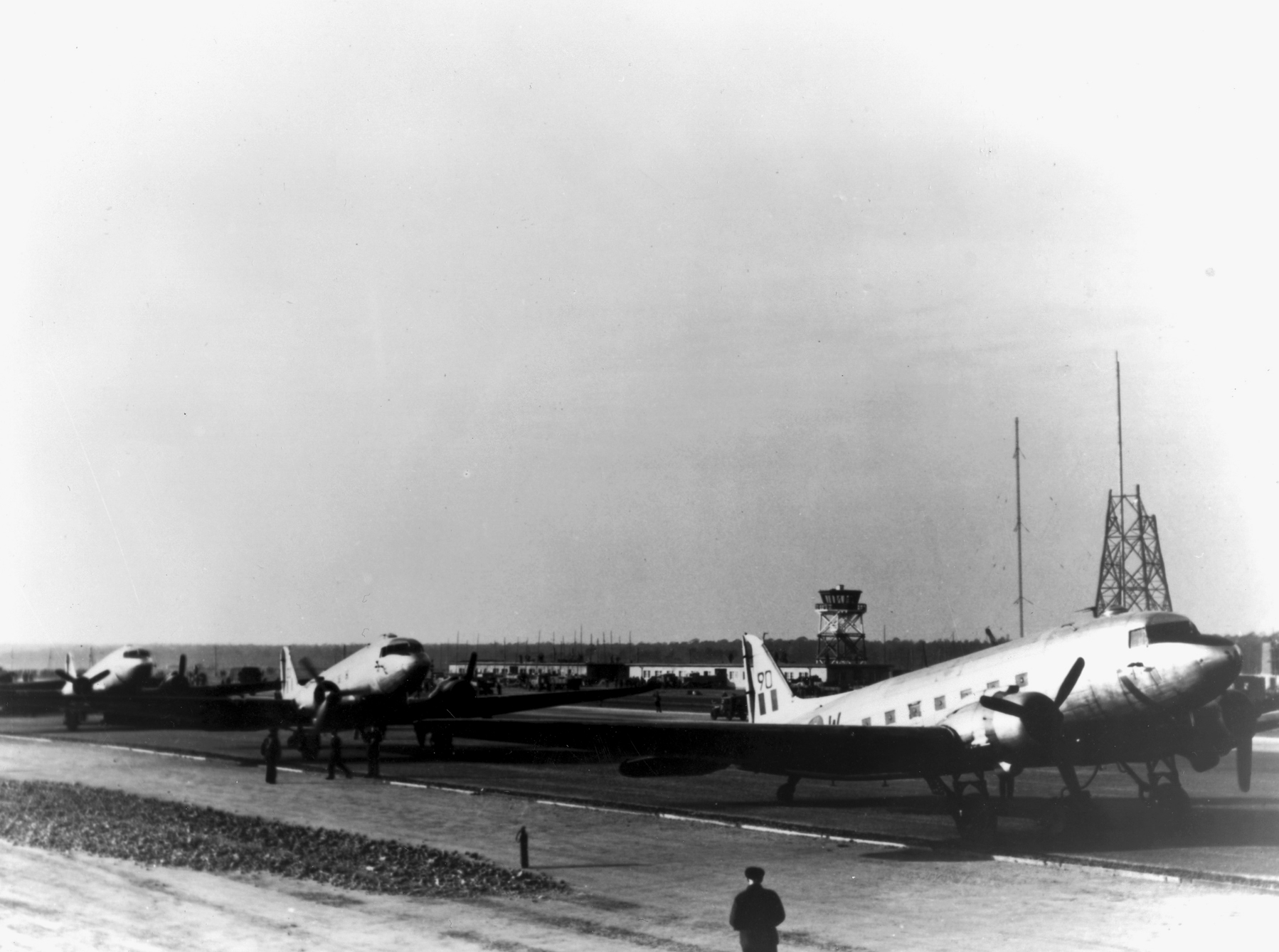
Britische Douglas C-47 (Dakota) Transportflugzeuge bei der Entladung in Berlin-Tegel während der Luftbrücke 1948

Der eigentliche Flugbetrieb begann mit britischen Dakota-Flugzeugen am 17. November 1948. Im Januar 1949 wurden über den Flughafen Tegel bereits 13.087.330 Tonnen Kohle und 143 Tonnen Nahrungsmittel eingeflogen. Die französische Beteiligung lag dabei weit hinter der der Amerikaner und Briten zurück. Im Dezember 1948 landeten drei, im Januar 1949 fünf französische Maschinen gegenüber 7.411 amerikanischen und britischen Flugbewegungen in den beiden genannten Monaten.
1950 übernahm das Détachement Aerienne 2/139 die gesamte Kontrolle über den Flughafen Tegel und wurde am 1. Januar 1955 umbenannt in DA 4/165. Am 1. Juli 1964 wurde das Détachement aufgewertet zur Base aérienne 165. Mit der Landung einer Lockheed Constellation der Air France wurde 1960 auch der zivile Luftverkehr in Berlin-Tegel (Nord) eröffnet. Auf Grund der Zunahme des Flugverkehrs nach Berlin (West) begannen 1963 Planungen für die Errichtung eines zivilen Flughafens Berlin-Tegel auf dem Südgelände des Flughafens. Nach dem Fall der Berliner Mauer und der Wiedervereinigung Deutschlands verließ die französische Luftwaffe Berlin, die Luftwaffenbasis wurde am 15. September 1994 geschlossen und an die deutsche Bundesluftwaffe übergeben, die die Anlagen als Regierungsflughafen weiternutzte.
An ständigem Fluggerät waren auf der Base Aérienne 165 von 1965 bis 1993 eine Cessna Bird Dog, von 1970 an zwei Hubschrauber des Typs Alouette III sowie ab 1976 eine Max Holste Broussard stationiert.

## Hôpital Militaire Louis Pasteur

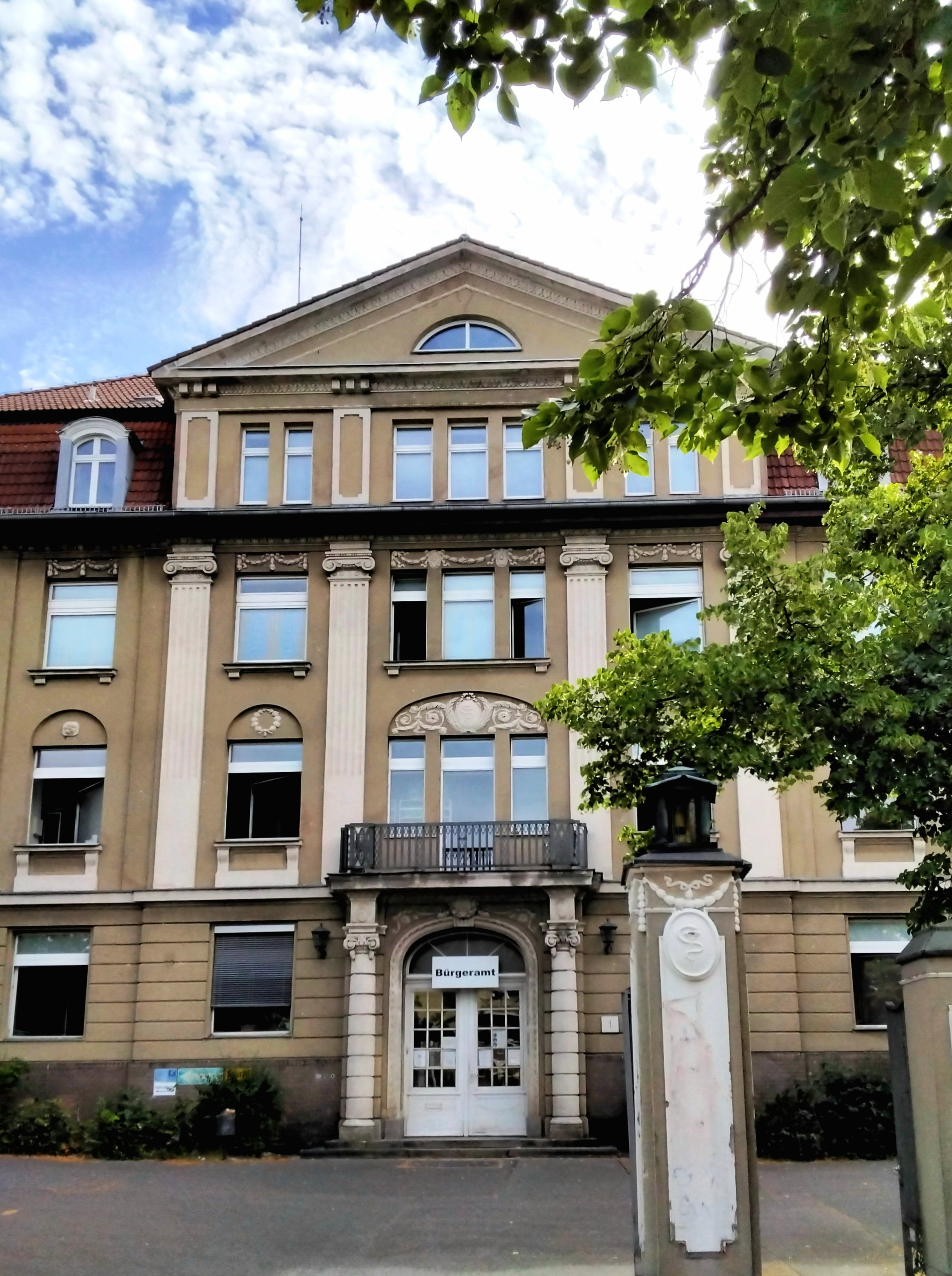
Humboldt-Krankenhaus, von 1945 bis 1952 französisches Militärkrankenhaus am historischen Standort Teichstraße in Berlin-Reinickendorf, heute (2022) Bürgeramt

Als Militärkrankenhaus unter dem Kommando des 425ième Hôpital de Campagne diente der französischen Garnison zunächst das 1945 beschlagnahmte, im Krieg weitgehend unzerstörte Humboldtkrankenhaus auf dem Areal zwischen der Teichstraße 65, dem Romanshorner Weg und der Sankt-Galler-Straße 7/19 in Berlin-Reinickendorf. In der Kapelle des Krankenhauses wurden auch Trauungen von Militärangehörigen durchgeführt. 1952 zog die Einrichtung auf das Gelände des Quartiers Napoléon um. Das Krankenhaus hatte eine Kapazität von 180 Betten, von denen nach 1992 nur noch 100 genutzt wurden. Neben einer Ambulanz konnten stationär Behandlungen der inneren Medizin, der allgemeinen Chirurgie, der Gynäkologie sowie der Augenheilkunde durchgeführt werden. Das Krankenhaus verfügte ebenfalls über eine Abteilung der Geburtshilfe sowie der Anästhesie. Zur Diagnostik gehörten Radiologie und Labor. Weiterhin wurden physiotherapeutische Behandlungen durchgeführt. Die Ärzte waren alles Militärangehörige.

## Kommandanten

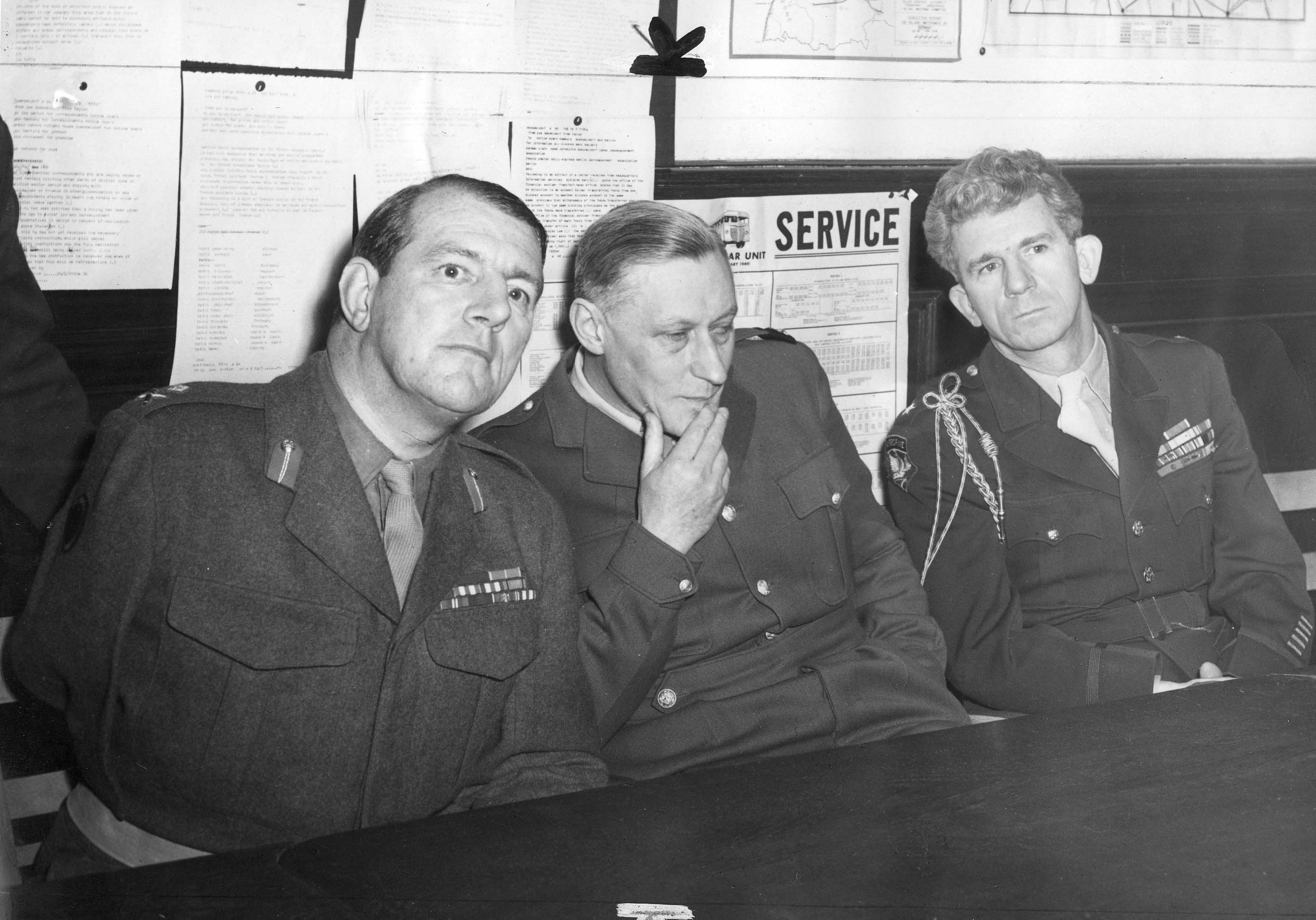
Stadtkommandant Jean Ganeval (Mitte) zwischen dem britischen Stadtkommandanten Sir Geoffrey Bourne und dem amerikanischen Stadtkommandanten Frank L. Howley 1948

Von 1945 bis 1990 fungierten die Generäle der Forces Françaises de Berlin als Stadtkommandanten.
Sie erhielten ihre Befehle vom Oberbefehlshaber der Forces françaises en Allemagne (FFA) in Baden-Baden, dem französischen Botschafter in Bonn sowie vom Chef der französischen Gesamtstreitkräfte. Nach der Wiedervereinigung Deutschlands 1990 verblieben die französischen Truppen bis zu ihrem Abzug aus Berlin noch weitere vier Jahre in der Stadt und wurden von den folgenden Generälen befehligt:
- Général Jolibois (1990–1991)
- Général Gosset (1992–1993)
- Général Brullard (1993–1994)

Als Residenz des französischen Stadtkommandanten (Résidence du Général) diente von 1950 bis 1994 die ehemalige Villa Albrecht in der Bondickestraße 1 – 4 in Berlin-Waidmannslust.

## Deutsche Zivilangestellte
Die französischen Streitkräfte beschäftigten während ihrer Präsenz in Berlin zahlreiche deutsche Zivilangestellte, deren Zahl im Laufe der Jahre jedoch kontinuierlich abnahm. Waren es 1947 noch 8.000 Beschäftigte, sank die Zahl auf deutlich unter 3.000 nach 1953. Die Kosten für die Zivilangestellten wurden aus deutschen Haushaltsmitteln für Besatzungskosten bestritten.

## Verhältnis zur Berliner Bevölkerung
Im Ansehen seitens der Bevölkerung in Berlin (West) rangierte die Französische Besatzungsmacht anfänglich hinter den amerikanischen und britischen Alliierten. Neben dem Umstand, dass Frankreich nicht aktiv an der Befreiung Deutschlands beteiligt war, trugen zur Wahrnehmung als „arme Verwandte“  oder als „Besatzungsmacht zweiter Ordnung“ die späte Übernahme ihres Sektors, der zuvor von den Briten abgetreten worden war, die vergleichsweise schlechte militärische Ausstattung sowie die knappe Versorgung der Bevölkerung mit Lebensmitteln und Heizmateriel in den ersten Nachkriegsjahren bei. Die französische Militärverwaltung lehnte es anfänglich ab, sich an der zentralen Verteilung durch die Alliierten zu beteiligen. Proteste der Bevölkerung sowie auch aus der Berliner Verwaltung erfolgten zudem gegen die Demontage vieler Industriebetriebe im französischen Sektor, neben Rüstungsbetrieben auch die Fabriken von Flohr (Aufzüge) sowie Borsig (Maschinenbau). Doch bereits unter dem französischen Stadtkommandanten Jean Ganeval, besonders in der Zeit der Berlin-Blockade, begann sich die restriktive Besatzungspolitik zu lockern. Weitere Ereignisse, die die Entwicklung einer Besatzungs- zur Schutzmacht bestimmten, waren die Erklärung zur Beendigung des Kriegszustandes mit Deutschland 1951, die Aufhebung der Besatzung durch die Westalliierten mit den Pariser Verträgen von 1954 sowie der Deutsch-Französische Freundschaftsvertrag von 1963. Verständigung, Begegnungen und vor allem kulturelle Kontakte prägten fortan das Verhältnis zur Berliner Bevölkerung. 1950 wurden durch Ganéval das Maison de France im britischen Sektor und 1963 der von Charles Corcelle initiierte Neubau des Centre Culturel Francais in der Weddinger Müllerstraße eröffnet. Ebenfalls ab 1963 wurde alljährlich um den Französischen Nationalfeiertag ein Deutsch-Französisches Volksfest veranstaltet, 1971 wurde erstmals zu einem „Tag der offenen Tür“ in das Quartier Napoléon geladen. Stadtkommandant General Jean P. Liron initiierte 1981 die Laufveranstaltung 25km de Berlin, die nach 1991 vom Berliner Leichtathletik-Verband weitergeführt wurde. Somit gelang es „der französischen Garnison, obwohl sie wenig zur Luftbrücke und wirtschaftlichen Aufbau Berlins beitragen konnte, auf ihre Weise und durch engagierte zivil-militärische Zusammenarbeit sich von der ungeliebten Besatzungs- zur Schutzmacht zu entwickeln.“.

## Ehrungen
1990, im Jahr nach der Wiedervereinigung Deutschlands, wurden das 46ème Regiment d'Infantrie und die Base Aérienne 165 gemeinsam mit den in Berlin stationierten amerikanischen und britischen Streitkräften vom Senat der Stadt Berlin mit der Ernst-Reuter-Plakette ausgezeichnet.

## Friedhof

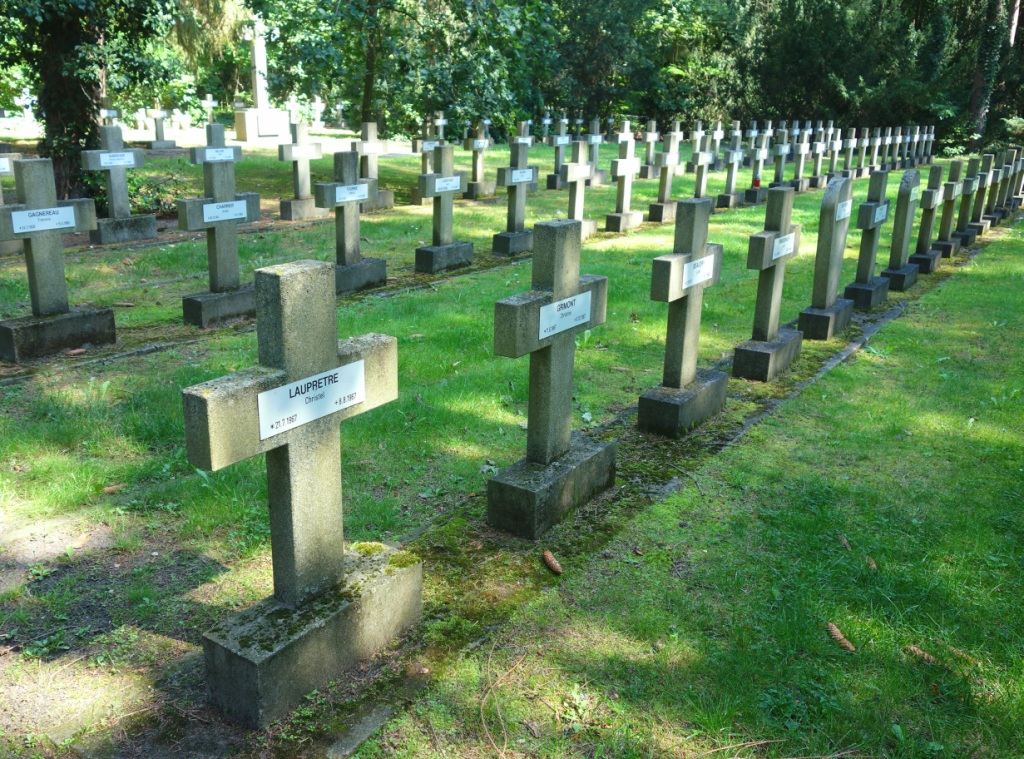
Cimetière Francais in Berlin-Heiligensee

Für französische Gefallene des Zweiten Weltkrieges sowie für in Berlin verstorbene Soldaten und Angehörige der französischen Garnison seit 1945 wurde im Jahr 1946 in Berlin-Frohnau, Schönfließer Straße, ein französischer Ehrenfriedhof angelegt, der 1952 geschlossen wurde. Ebenfalls hier wurden Soldaten aus Holland, Belgien und Luxemburg sowie verstorbene Zwangsarbeiter, ehemalige Kriegsgefangene und Häftlinge aus Konzentrationslagern bestattet Nach der Schließung erfolgten Umbettungen zum und Neubestattungen auf dem landeseigenen Friedhof Heiligensee in der Abteilung 34 an der Sandhauser Straße 110.